# Baronie Rosendal
Die Baronie Rosendal (Baroniet Rosendal) ist die einzige Baronie in Norwegen. Sie liegt im Ort Rosendal (Kommune Kvinnherad).

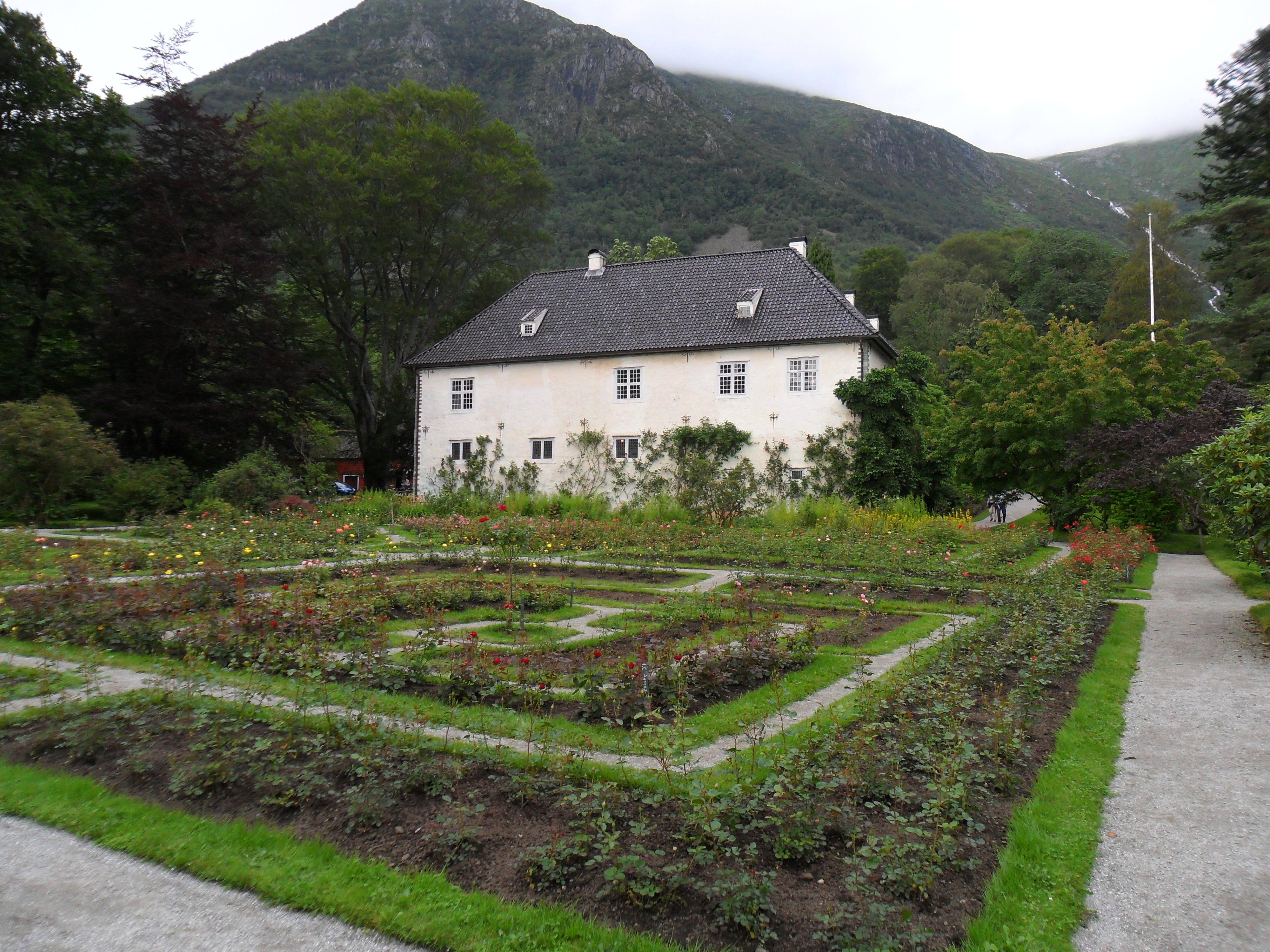
Baronie

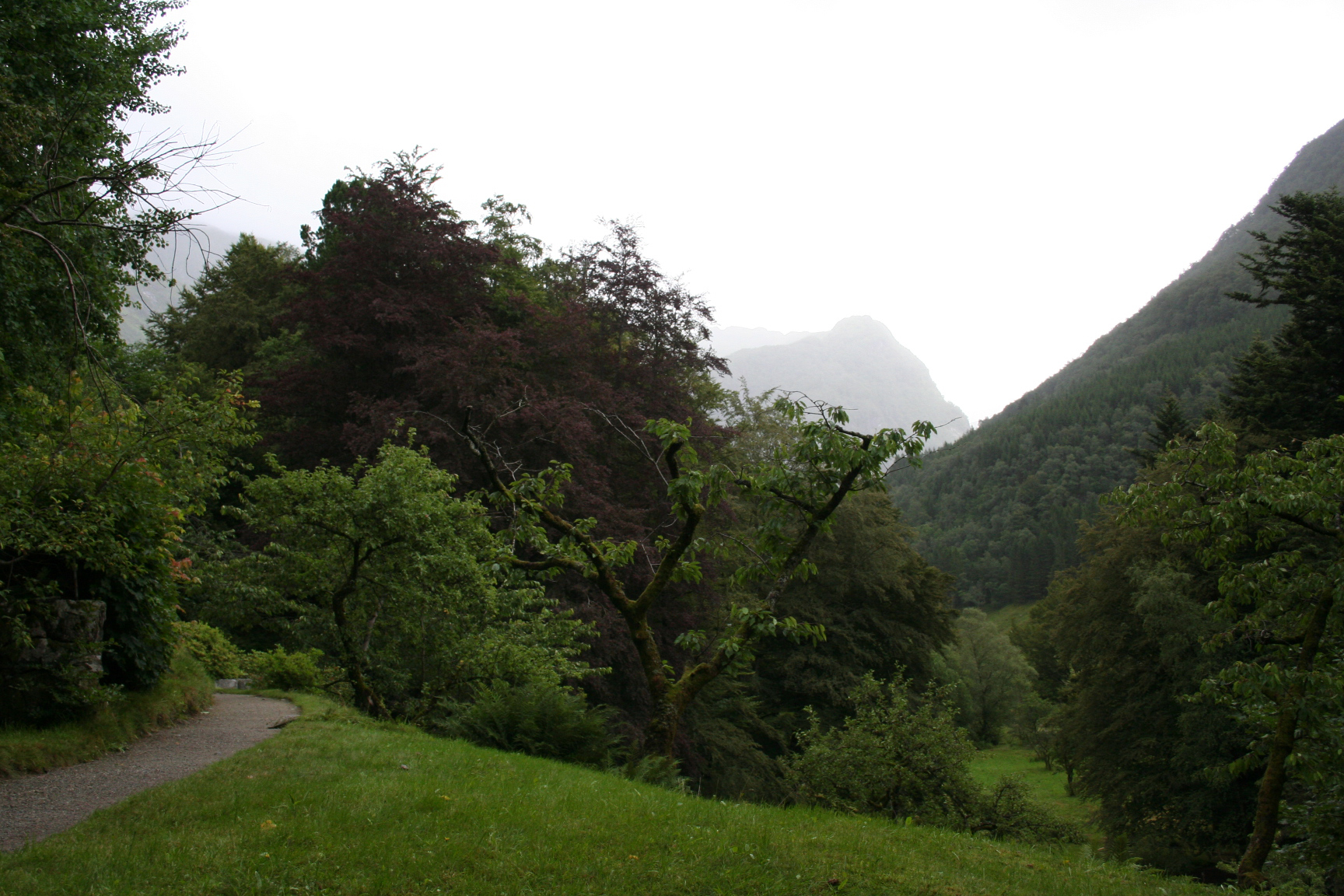
Landschaftspark

Ursprünglich war die Baronie Rosendal das Gut Hatteberg und ein Hochzeitsgeschenk für Karen Mowat, damals reichste Erbin Norwegens, und Ludvig Rosenkrantz bei ihrer Heirat 1658. Das Schloss war 1665 fertiggestellt und König Christian V. von Dänemark-Norwegen ernannte das Gut 1678 zur Baronie. Von 1745 bis 1800 gehörte es der Familie Rosencrone. Seit 1927 ist es im Besitz der Universität Oslo.
Heute ist die Baronie ein Museum. Interessant ist der Pompeji-Raum mit Abdrücken von Friesen der Ausgrabungen von Pompeji. Daneben der Gelbe Saal im norwegischen Empirestil. Die Doppelaxt und die Rüstung von Magnus VII. Eriksson sind hier neben einer umfangreichen Münz- und Wertpapiersammlung ausgestellt. Der alte Renaissance-Garten ist heute mit Rosen bepflanzt und schließt nahtlos an den in der Mitte des 19. Jahrhunderts gestalteten romantischen Landschaftsgarten an. Beeindruckend ist die Lage der Baronie zwischen den Bergen Melderskin und Malmangernuten, ein Motiv das von vielen norwegischen Malern der Romantik gemalt wurde.